# مجموعه آثار

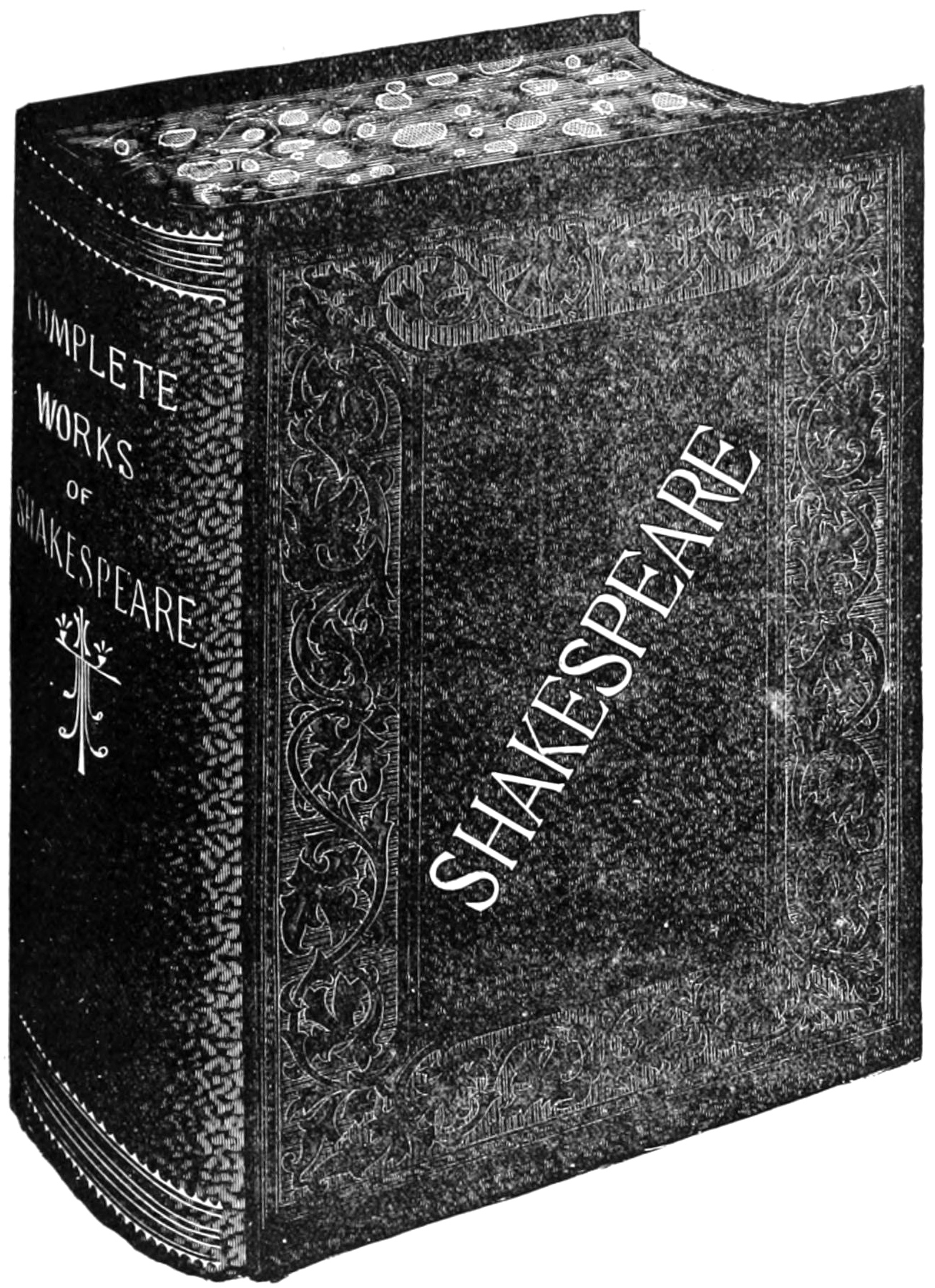
مجموعه آثار

مجموعهٔ آثار (انگلیسی: Complete Worksl), مجموعه کامل یا تقریباً کامل آثار منتشر شده و منتشر نشده یک پدیدآور است.

## مجموعه آثار
مجموعه آثار به مجموعه ای از تمامی آثار یک هنرمند، نویسنده، نوازنده، گروه و غیره گفته می‌شود.

## واژه‌شناسی
مجموعهٔ آثار ممکن است با یک کلمه «آثار» عنوان شود. ویرایشی از آثار یک پدیدآور که در یک مجموعه منتشر شده‌است.

## کتاب
کتاب کلیات یا مجموعهٔ آثار یک نویسنده که در یک یا چند جلد منتشر شده‌است.